# 邓萨尼勋爵
第18代鄧薩尼男爵愛德華·約翰·莫頓·德拉克斯·普伦基特（ /dʌnˈseɪni/；1878年7月24日—1957年10月25日），筆名為鄧薩尼勛爵（Lord Dunsany），是一名英國-愛爾蘭作家，以他創作的奇幻小說出名，代表作為《精靈王的女兒》。他一生共出版了90多部書:29 (I.A.92)，並在後世屢次再版。
他出生於倫敦，但一生大部分時間在愛爾蘭的鄧薩尼城堡度過。其家族頭銜鄧薩尼男爵創立於1439年，是第二古老的愛爾蘭貴族爵位。除去寫作之外，他也愛好象棋、獵狐和手枪射击。叶芝和格雷戈里夫人是他的朋友。

## 生平

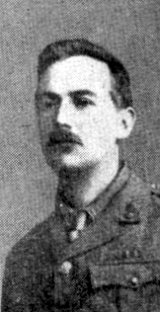
一戰時期的鄧薩尼

他出生於一個世襲愛爾蘭貴族家庭，是第17代鄧薩尼男爵約翰·威廉·普倫基特（1853–1899）和厄內爾·伊麗莎白·路易莎·瑪利亞·格羅斯夫納·厄內爾-厄爾-德拉克斯（Ernle Elizabeth Louisa Maria Grosvenor Ernle-Erle-Drax，1855–1916）之子，在家裡的暱稱為“Eddie”。
他曾參加第一次世界大戰，擔任皇家燧发枪隊（Royal Inniskilling Fusiliers）上尉，在德里駐扎。1916年復活節起義爆發後，他也曾參戰，頭部受槍傷。二戰期間，他是愛爾蘭陸軍預備役部隊和英国国民军成員，曾在肯特郡肖勒姆駐扎。

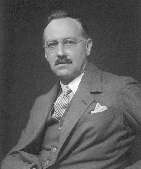
1919年像

他曾投身於愛爾蘭文學復興，是阿比劇院的主要贊助人之一，與叶芝和格雷戈里夫人等人有來往。1940年，他成為雅典大學的英文教授。1941年4月因德國入侵希臘而回國，這段經歷後來出現在他的作品中。
1957年，他在與芬戈爾伯爵夫婦用餐時突發闌尾炎，並因此在都柏林的醫院裡逝世，死後葬在肯特郡肖勒姆的教堂墓地裡。